# Lemon Jelly
Lemon Jelly är en  brittisk elektronisk duo bestående av Nick Franglen och Fred Deakin.

## Diskografi
Studioalbum
- Lost Horizons (2002)
- '64 - '95 (2005)

Samlingsalbum
- Lemonjelly.KY (2000)

EP
- The Bath EP (1998)
- The Yellow EP (1999)
- The Midnight EP (2000)

Singlar
- "Soft" / "Rock" (2001)
- "Space Walk" (2002)
- "Nice Weather for Ducks" (2003)
- "Rolled" / "Oats" (2003)
- "Stay With You" (2004)
- "The Shouty Track" (2005)
- "Make Things Right" (2005)